# Oskarshamn
Oskarshamn – miasto i siedziba gminy Oskarshamn w regionie Kalmar, leżące na wschodnim wybrzeżu Szwecji.
Z Oskarshamn odpływają statki na wyspę Blå Jungfrun i promy na Gotlandię.

## Gospodarka
W mieście rozwinął się przemysł środków transportu oraz elektrotechniczny. W mieście jest stacja kolejowa Oskarshamn.

## Kultura
W mieście przy Hantverksgatan 18 znajduje się muzeum Döderhultarmuseet, w którym zgromadzono kolekcję 200 drewnianych rzeźb Axela Peterssona. W tym samym budynku znajduje się Muzeum Morskie (Oskarshamns Sjöfartsmuseet) i Dom Kultury (Kulturhuset).
Co roku w lipcu odbywa się w mieście Festiwal Portowy.

## Transport lotniczy
11 kilometrów od centrum miasta znajduje się Port lotniczy Oskarshamn.

## Elektrownie jądrowe
W Oskarshamn znajdują się trzy reaktory energetyczne:
- Oskarshamn 1 (1972)
- Oskarshamn 2 (1975)
- Oskarshamn 3 (1985)

## Osoby związane z Oskarshamn
- Axel Munthe – szwedzki lekarz i psychiatra, pisarz.
- Marvyn Cox – angielski żużlowiec.

## Sport
- IK Oskarshamn – klub hokeja na lodzie

## Miasta partnerskie
Oskarshamn ma pięć miast partnerskich:
- Hibiscus Coast, Południowa Afryka
- Parnawa, Estonia
- Korsholm, Finlandia
- Mandal, Norwegia
- Middelfart, Dania